# نعمان (روستا)
 نعمان  به عربی ( نَعمَان )، روستایی است در دهستان وسط از توابع استان حُدَیده در کشور یمن در شبه جزیره عربستان.

## جمعیت
جمعیت آن ( ۴۵) نفر (۴ خانوار) می‌باشد.